# Listă de dramaturgi estoni
Aceasta este o listă de dramaturgi estoni:

## A
- Mart Aas
- Artur Adson
- Priit Aimla

## B
- Nikolai Baturin
- Bruno Berg

## E
- Elmo Ellor
- Eero Epner

## F
- Karl Oskar Freiberg

## G
- Otto Grossschmidt
- Villem Gross

## H
- Juss Haasma

## I
- Aapo Ilves

## J
- Piret Jaaks
- August Jakobson

## K
- Ain Kaalep
- Tõnu Kaalep (1966-2018)[2]
- Merle Karusoo
- August Kitzberg
- Lydia Koidula
- Madis Kõiv
- Jaan Kruusvall
- Juhan Kunder

## L
- Jakob Liiv
- Hans H. Luik
- Oskar Luts

## M
- August Mälk
- Iko Maran
- Mait Metsanurk

## O
- Ervin Õunapuu

## P
- Imbi Paju
- Ralf Parve

## R
- Tõnis Rätsep
- Toomas Raudam
- Hugo Raudsepp

## S
- Rein Saluri
- Leo Sepp

## T
- Anton Hansen Tammsaare
- Aleksander Tassa
- Jaan Tätte
- Jaan Tooming
- Mats Traat

## U
- Kauksi Ülle
- Jaan Undusk
- Mati Unt
- Albert Uustulnd

## V
- Vaino Vahing
- Aidi Vallik
- Eduard Vilde
- Henrik Visnapuu

## Vezi și
- Listă de piese de teatru estone
- Listă de dramaturgi
- Listă de scriitori estoni
- Teatrul Dramatic Eston
- Teatrul Estonia